# Robert Koch (Theologe)
Robert Koch CSsR (* 3. September 1905 in Romoos; † 1995) war ein Schweizer Ordensgeistlicher, Alttestamentler und Moraltheologe.

## Leben
Robert Koch legte am 8. September 1924 die Gelübde der Redemptoristen ab. Nach der Priesterweihe am 10. August 1929 erwarb er am 20. Juni 1945 am Biblicum den Dr. theol. in re biblica. Von 1937 bis 1958 lehrte er am Studentat an der Abtei Echternach. Von 1961 bis 1980 lehrte er als Ordinarius für Moraltheologie im Alten Testament an der Pontificia Accademia Alfonsiana.

## Schriften (Auswahl)
- Erlösungstheologie Genesis 1 – 11. Bergen-Enkheim 1965, OCLC 8976831185.
- Der Geist Gottes im Alten Testament. Frankfurt am Main 1991, ISBN 3-631-43885-0.
- Die Sünde im Alten Testament. Frankfurt am Main 1992, ISBN 3-631-44657-8.
- Die Bundesmoral im Alten Testament. Frankfurt am Main 1994, ISBN 3-631-46976-4.